# 萊娜圖

莱娜圖（局部）

莱娜圖（Lenna）是指刊于1972年11月號《花花公子》（Playboy）雜誌上的一張裸体插图照片的一部分，是一张大小为512x512像素的標準測試圖像。該圖在數位影像處理学习与研究中頗為知名，常被用作數位影像處理各种实验（例如資料压缩和降噪）及科学出版物的例图。
圖中人為瑞典模特兒莱娜·瑟德贝里（Lena Söderberg），1997年獲邀出席圖像科學學會的週年大會。该图由《花花公子》杂志摄影师Dwight Hooker拍摄。
现在被广泛使用的英文化名字"Lenna"最初是由《花花公子》杂志发表此照片时命名的，以方便英语读者近似正确地读出瑞典语中"Lena"的发音。
莱娜图在图像压缩算法是最广泛应用的标准测试图—她的脸部与裸露的肩部已经变成了事实上的工业标准。然而，这张图像的使用也引起了一些争议。一些人担心它的色情内容；《花花公子》杂志曾经威胁要起诉对莱娜图未经授权的使用。不过这家杂志已经放弃了这种威胁，取而代之的是鼓励因为公众利益使用莱娜图。
《IEEE图像处理汇刊》（IEEE Transactions on Image Processing）的主编戴维·C·蒙森（David C. Munson）, 在1996年1月引用了两个原因来说明莱娜图在科研领域流行的原因：
首先，该图片很好的包含了平坦区域、阴影和纹理等细节，这些都有益于测试各种不同的图像处理算法。它是一幅很好的测试照片！其次，由于这是一个非常有魅力女人的照片。因此，多数由男性组成图像处理研究行业倾向于使用他们认为很有吸引力的图片，也并不令人惊奇。

## 历史
IEEE专业通信学会2001年5月的通讯中 Jamie Hutchinson写的一篇文章描述了这幅图片的历史：
Alexander Sawchuk估计大概是在 1973年6月或7月间，那时他还是南加州大学信号与图像处理研究所（SIPI）的一名助教，当时他正在与一名研究生以及SIPI研究室的经理正在匆忙地寻找一副高质量的图片用于大学的会议论文。他们不喜欢1960年代早期所使用的电视标准所用的普通檢驗圖，他们希望找到一幅能够得到很好动态范围的有光泽的图像，并且希望能有一幅人脸图像。正在那时，碰巧有人走了进来并且带着一幅最近出版的《花花公子》。

为了能够将插图放到Muirhead有线传真扫描仪的光鼓上，工程师们撕去了插图上面的三分之一。当时那个扫描仪已经配备了模数转换器（红、绿、蓝三个通道分别配置了一个），以及一台惠普公司 2100小型计算机。Muirhead 的分辨率为固定的100LPI，而工程师希望得到一幅512 × 512的图像，因此他们将扫描范围定在上部的5.12英寸，这样恰好剪切到人物的肩膀位置。
萊娜圖并不是第一幅用于展示图像处理算法的《花花公子》杂志图片。Lawrence G. Robert於1961年在他的关于图像抖动的硕士论文中经过允许就使用了一幅 1960年《花花公子》杂志的图片。

## 爭議
有些人認為《花花公子》對女性歧視，使用這張圖片會強化對女性的刻板印象 。數學家黛安·P·奧利里在1999年使指出在課堂中使用這張性感照片顯示教師只迎合男性學生。2015 年一篇刊在華盛頓郵報的投書也討論這對就讀電腦科學的女學生的不良影響。
2012年一篇論文故意改用法比奧·蘭佐尼的照片，引起許多人的注意。
2017年，《現代光學期刊》刊出一篇社論，提供三張替代照片。
2018年《自然奈米科技》期刊宣布不再接受使用萊娜圖的論文。
2024年3月，电气电子工程师学会宣布尊重本人意願，自4月1日起不再接受使用萊娜圖的論文
。

## 外部連結
- 莱娜圖 (TIFF文件)
- 完整图 （页面存档备份，存于）
- An interesting page about the image
- The  comp.compression FAQ （页面存档备份，存于）
- A Note on Lena by David C. Munson